# Karl Christian Felmy
Karl Christian Felmy (* 13. Februar 1938 in Liegnitz, Provinz Niederschlesien; † 6. Juli 2023 in Effeltrich) war ein deutscher Theologe. Er war ursprünglich evangelisch, spezialisierte sich in seiner wissenschaftlichen Arbeit auf die Ostkirchen und trat zur Russisch-Orthodoxen Kirche über.

## Leben
Felmy stammte aus einem evangelischen Pfarrhaus. Er studierte nach dem Abitur von 1958 bis 1964 Evangelische Theologie in Münster und in Heidelberg. Danach war er von 1964 bis 1969 Assistent am Ostkirchen-Institut in Münster. 1970 wurde er mit der Dissertation Predigt im orthodoxen Rußland. Untersuchungen zu Inhalt und Eigenart der russischen Predigt in der zweiten Hälfte des 19. Jahrhunderts promoviert.
Nach seiner Ordination war er von 1971 bis 1975 Referent für Orthodoxie am Kirchlichen Außenamt der EKD in Frankfurt und anschließend Assistent am Lehrstuhl für Geschichte und Theologie des christlichen Ostens in Erlangen bei Fairy von Lilienfeld. 1981 wurde er in Erlangen habilitiert.
Nach einer Zwischenstation als Pfarrer in Fürth war er von 1982 bis 1985 Professor für Konfessionskunde an der Ruprecht-Karls-Universität Heidelberg. 1985 wurde er auf den Lehrstuhl für Geschichte und Theologie des christlichen Ostens der Universität Erlangen-Nürnberg berufen. Zwischen 1995 und 1997 war Felmy Dekan der Theologischen Fakultät. Felmy wurde am 31. März 2003 emeritiert.
2007 konvertierte er zur Russisch-Orthodoxen Kirche.

## Mitgliedschaften
- Kommission für den Dialog zwischen der Evangelischen Kirche in Deutschland und der Russischen Orthodoxen Kirche
- Kommission des Lutherischen Weltbundes für den Dialog mit der Orthodoxie

## Ehrungen
- Im August 2005 wurde ihm von der Moskauer Geistlichen Akademie die Würde eines Ehrendoktors verliehen.[2]
- Im Oktober 2008 verlieh ihm die Theologische Fakultät der Universität Bukarest die Würde eines Ehrendoktors.

## Veröffentlichungen (Auswahl)
- Predigt im orthodoxen Russland. Untersuchungen zu Inhalt und Eigenart der russischen Predigt in der 2. Hälfte des 19. Jahrhunderts. Vandenhoeck und Ruprecht, Göttingen 1972, ISBN 3-525-56428-7.
- Die orthodoxe Theologie der Gegenwart. Eine Einführung. Wissenschaftliche Buchgesellschaft, Darmstadt 1990, ISBN 3-534-01834-6, dritte Auflage: Berlin, Münster: Lit-Verlag 2014, ISBN 978-3-643-11199-9.
- Vom urchristlichen Herrenmahl zur göttlichen Liturgie der orthodoxen Kirche. Ein historischer Kommentar. Erlangen 2000, ISBN 3-923119-38-0.
- Die Deutung der Göttlichen Liturgie in der russischen Theologie. Wege und Wandlungen russischer Liturgie-Auslegung. De Gruyter, Berlin-New York 1984, ISBN 3-11-008960-2.
- Das Buch der Christus-Ikonen. Herder, Freiburg-Basel-Wien, 2004, ISBN 3-451-28418-9.